# Revolten i Vendée

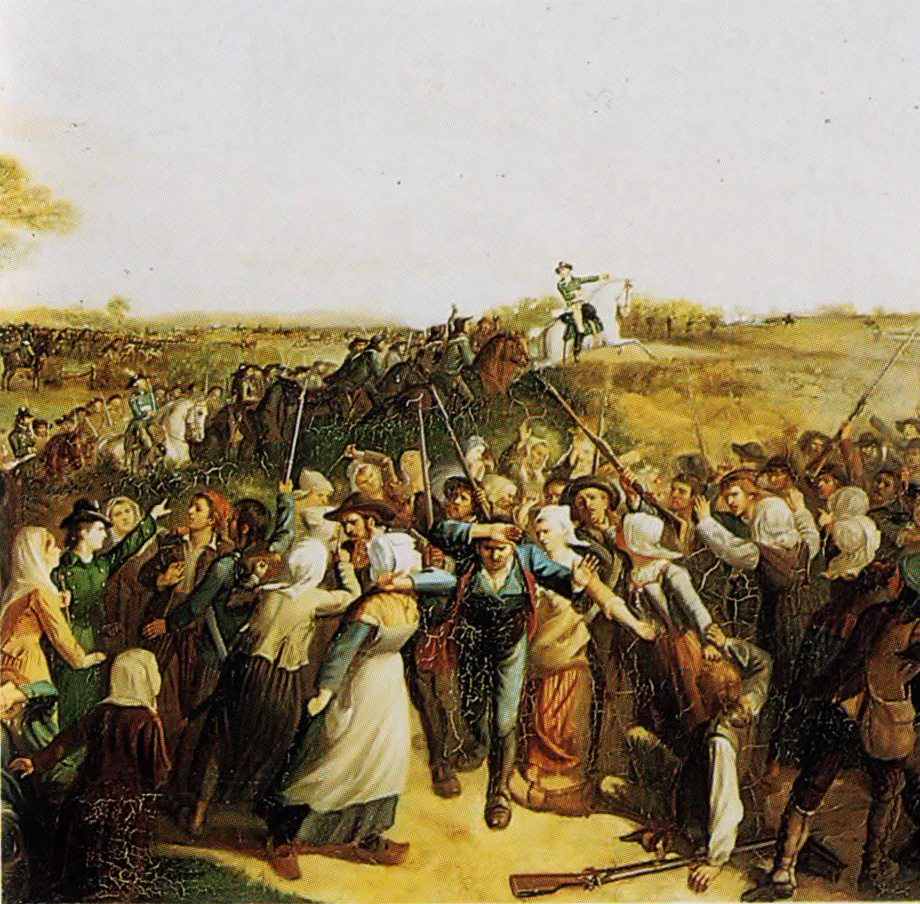
Slaget vid Torfou-Tiffauges.

Revolten i Vendée, som pågick 1793 till 1796, var ett försök till kontrarevolution, ett inbördeskrig mellan rojalister och republikaner under franska revolutionen. Vendée är en kustregion strax söder om Loirefloden i västra Frankrike.
Bönderna i dessa på städer fattiga trakter var vid revolutionens utbrott oberörda av de moderna idéströmningarna. Mellan dem och deras adliga husbönder rådde i allmänhet ett gott förhållande, på grund av att de senare inte blivit en hovadel, som flyttat till huvudstaden, utan ägnat sig åt vården av sina gods och sina underhavande. Ett ännu större inflytande utövade på bönderna deras präster. Adelns och prästerskapets missnöje med revolutionen spred sig därför där även till allmogen, och i synnerhet blev detta fallet, då den konstituerande nationalförsamlingen 1790 ombildade kyrkoförfattningen och till följd därav de "edvägrande" prästerna började förföljas. 
Ludvig XVI:s avrättning i januari 1793 ökade förbittringen, och slutligen utbröt med anledning av en av nationalkonventet anbefalld tvångsutskrivning i mars 1793 en våldsam folkresning i de söder om Loire belägna delarna av departementen Vendée, Deux-Sèvres, Loire-Inférieure och Maine-et-Loire. De republikanska ämbetsmännen mördades. Under ledning av adelsmän, edvägrande präster eller ur deras egna led utgångna anförare och gynnade av landets naturliga beskaffenhet, besegrade bönderna regeringstrupperna. På grund av att de första större framgångarna vanns i Vendée, fick hela upproret sitt namn efter detta departement, och oberoende av hemvist kallades samtliga de upproriska i denna trakt "vendéer" (vendéens). Mot dessa utsändes då tre arméer, två i kusttrakten under Boulard och Canclaux och den tredje i det inre landet under Biron, som blev högste befälhavare (april 1793). 
Den 29 juni lyckades Canclaux tillbakaslå ett anfall, som de upproriska med samlad styrka försökte mot Nantes under Cathelineau; men Biron förlamades genom den parisiska anarkins inflytande, i det att disciplinen i hans här alldeles tillintetgjordes av dennas agenter (bland andra regeringskommissarien Ronsin) och den jakobinska pöbel, som demagogen och bryggaren Santerre tillförde honom från Paris under namn av "frivilliga". Välfärdsutskottet, vari Robespierre då blev allenarådande, gav emellertid Biron skulden för motgångarna och ersatte honom i juli samma år med en av septembermördarna, guldsmeden Rossignol, vilken med glädje åtog sig att bringa till verkställighet ett den 1 augusti samma år av konventet utfärdat påbud om de upproriska områdenas fullständiga ödeläggande. Men förmågan svarade inte mot viljan. Genom Rossignols oduglighet misslyckades i september samma år helt och hållet den storartade anfallsplan, varigenom förstörelseverket skulle möjliggöras, och under den nye överbefälhavaren d'Elbée värnade "vendéerna" sitt land och sitt oberoende. Rossignol fick då lämna befälet åt Léchelle, som visserligen även han var militäriskt oförmögen, men gav sina kraftiga underbefälhavare Kléber, Marceau och dantonisten Westermann fria händer, och därigenom besegrades d'Elbée 19 oktober samma år vid Cholet. 
Léchelles dåliga anstalter beredde emellertid den slagna armén tillfälle att rädda sig till högra stranden av Loire, och understödd av Bretagnes chouaner gjorde sig den nye vendéeske överbefälhavaren La Rochejaquelein till herre över de där belägna delarna av departementen Loire-Inférieure och Maine-et-Loire. Visserligen omintetgjordes hans försök att genom en djärv marsch tvärs igenom Bretagne till Granville träda i förbindelse med en engelsk flotta, men på återtåget besegrade han (vid Dol) Rossignol, som efter Léchelles död återfått överbefälet. Då fick äntligen Rossignol lämna plats för Marceau, och i december samma år lyckades denne med biträde av Kléber och Westermann alldeles spränga La Rochejaqueleins "kungliga katolska armé" (vid Le Mans och Savenay) och därmed stilla upproret på högra Loirestranden, varefter Carrier rasade mot fångar, kvinnor och barn. 
Vänster om Loire fortfor emellertid ett gerillakrig under den dit undkomne La Rochejaquelein och Charette de la Contrie. Då ditsändes general Turreau för att bringa till verkställighet ediktet av den 1 augusti, och under de ohyggligaste våldsgärningar började hans "helveteskolonner" genomströva landet. Detta kom den redan halvsläckta upprorslågan att åter blossa upp. Visserligen stupade La Rochejaquelein i början av 1794, men Charette och en skogvaktare Stofflet höll fullständigt Turreaus 70 000 man starka här i schack. Därigenom började omsider de republikanska myndigheterna komma till insikt om, att det barbariska krigföringssättet inte ledde till målet. Turreau återkallades i maj 1794. 
De följande generalerna, Vimeux, Dumas och Canclaux, sökte vinna befolkningen genom mildhet, och efter Robespierres fall genomdrev Carnot ett konventsbeslut, som erbjöd amnesti mot nedläggandet av vapnen. Följden därav blev, att Charette den 18 februari 1795 lät förmå sig att i La Jaunaye med Ruelle sluta ett fredsfördrag, och sedan även Stofflet den 2 maj samma år biträtt detta och Hoche därjämte förmått chouanerna till underkastelse, tycktes upproret fullständigt stillat. 
Då chouanerna kort därefter åter rest sig, förleddes emellertid Charette genom emigranternas stämplingar och ett landstigningsförsök av en på engelska skepp överförd emigranthär vid Quiberon (i Bretagne) att ånyo gripa till vapen (juni 1795), men i förhoppning att greven av Artois själv skulle infinna sig i Vendée understödde han inte expeditionen mot Quiberon, som tillintetgjordes av Hoche i juli samma år. Då greven av Artois återvände till England, utan att ha tagit befälet i Vendée, skingrades till största delen vendéerna, som vid ryktet om prinsens ankomst till ett antal av 15 000 man samlats under Charettes fanor. Med en handfull trogna sökte han dock fortsätta kampen; men trots att även Stofflet i januari 1796 ånyo reste sig, kunde han inte uträtta något mot Hoche, som i september 1795 fått överbefälet även i Vendée samt genom klokhet och kraft så småningom återställde lugnet och ordningen. Slutligen blev Stofflet den 24 februari 1796 tillfångatagen och skjuten, och i mars samma år drabbade samma öde Charette. Därmed kan revolten i Vendée i huvudsak anses avslutad; fullständigt blev den det 1800, då Bonaparte genom konkordatet och löfte om amnesti i förening med några kraftiga mått och steg förmådde de sista insurgentskarorna att underkasta sig. 
Under de hundra dagarna 1815 utbröt åter en rojalistisk resning i Vendée, men den blev genast stillad. Ett försök att efter 1830 års revolution åstadkomma en dylik resning till förmån för Karl X:s hus kvävdes i lindan.